# NGC 6814
NGC 6814 ist eine Balkenspiralgalaxie mit aktivem Galaxienkern vom Hubble-Typ SBbc im Sternbild Adler am Nordsternhimmel. Sie ist schätzungsweise 75 Millionen Lichtjahre von der Milchstraße entfernt, hat einen Scheibendurchmesser von etwa 65.000 Lj und wird als Seyfertgalaxie klassifiziert. 
Das Objekt wurde am 2. August 1788 von dem Astronomen William Herschel mit einem 48-cm-Teleskop entdeckt.